# Giovanni Battista Ferrari

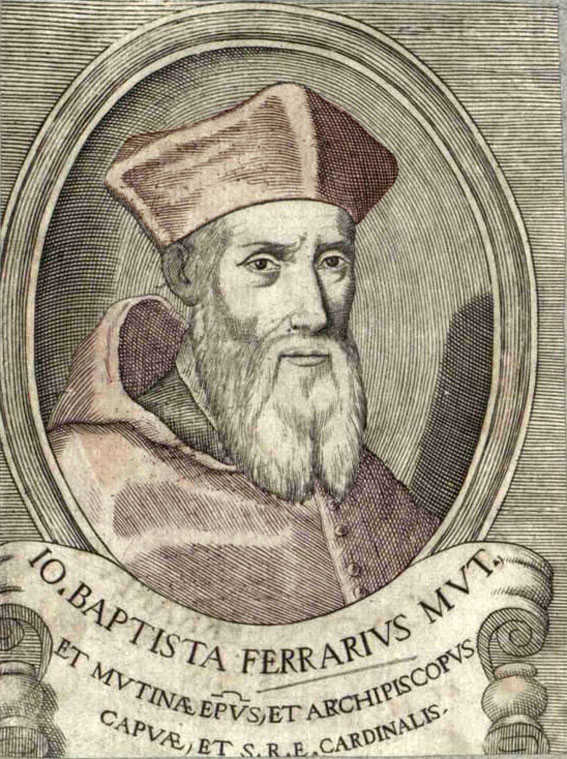
Kardinal Giovanni Battista Ferrari (Stich, Anfang 16. Jhd.)

Giovanni Battista Ferrari (* 1450 in Modena; † 20. Juli 1502 in Rom) war ein Kardinal der Römischen Kirche.

## Leben
Er stammte aus einer verarmten Familie und war ein Sohn von Giovanni Ferrari und dessen Ehefrau Verde Alberghetti. Seine erste Bildung erhielt er in Modena, später erwarb er in Padua einen Doktorgrad im Recht.
Bereits in jungen Jahren trat Ferrari in den geistlichen Stand. In Rom wurde er Protegé von Kardinal Rodrigo de Borja, dem späteren Papst Alexander VI. Der Kardinal verschaffte ihm ein Benefizium an der Kathedrale von Modena und die Mitgliedschaft im dortigen Kathedralkapitel. Kardinal Borja war es auch, der für Ferrari bei Papst Calixt III. die Aufnahme in die römische Kurie erreichte. Ferrari wurde 1471 einer der zwölf Abbreviatoren der Apostolischen Schreiben. Für kurze Zeit war er Sekretär des Königs Johann II. von Aragón. Im Jahr 1495 wurde Ferrari von dem nunmehr zum Papst gewählten Alexander VI. in die Apostolische Kanzlei berufen.
Am 11. September 1495 wurde Giovanni Battista Ferrari zum Bischof von Modena bestellt, wegen seiner Verpflichtungen an der römischen Kurie ließ er jedoch die Diözese durch Generalvikare leiten. Von 1496 bis zu seiner Erhebung in den Kardinalsstand war er Päpstlicher Datar, danach bis zu seinem Tode Pro-Datar. Er war außerdem Leiter der Päpstlichen Kanzlei.
Papst Alexander VI. kreierte ihn im Konsistorium vom 28. September 1500 zum Kardinalpriester, den Kardinalshut empfing er am 2. Oktober und am 5. Oktober desselben Jahres wurde ihm die Titelkirche San Crisogono verliehen. Am 9. August 1501 wurde er zum Erzbischof von Capua erhoben.
Am 6. Juli 1502 wurde er das Opfer eines Giftanschlags seines Kammerdieners Sebastiano Pinzoni, der später unter Papst Leo X. hingerichtet wurde. Am folgenden Tag verschlechterte sich sein Zustand, so dass er die Sterbesakramente empfing. Dreizehn Tage später, am 20. Juli 1502, starb Giovanni Battista Ferrari im Vatikanpalast. Er wurde in der Kathedrale von Modena beigesetzt. Sein umfangreiches Vermögen gelangte zum größten Teil in die Hände Alexanders VI.